# Calle del General Díaz Porlier
La calle del General Díaz Porlier es una vía pública de la ciudad española de Madrid, situada en los barrios de Goya y Lista, distrito de Salamanca.

## Descripción
La vía discurre desde la calle de Alcalá hasta la del General Oráa. Honra con el título al militar Juan Díaz Porlier (1788-1815), ahorcado en La Coruña por sublevarse contra Fernando VII. Aparece descrita en Las calles de Madrid (1889) de Hilario Peñasco de la Puente y Carlos Cambronero con las siguientes palabras:

General Porlier. Entre la prolongación de la calle de Alcalá y el campo. Es de apertura moderna. D. Juan Díaz Porlier, llamado el Marquesito, nació en Cartagena de Indias en 1775. Era guardiamarina y se halló en el memorable combate de Trafalgar. Después pasó á caballería, y por sus servicios en la guerra de la Independencia llegó á ser Mariscal de Campo. Manifestóse contrario al Gobierno de Fernando VII, y habiéndose sublevado, fué ahorcado en la Coruña el 3 de Octubre de 1815. En esta calle se halla el convento de religiosas agustinas del Beato Orozco.
(Peñasco de la Puente y Cambronero, 1889, p. 242)